# テイルズ オブ マガジン
『テイルズ オブ マガジン』（TALES OF MAGAZINE）は、角川書店（現・KADOKAWA）より刊行されていた漫画雑誌。ナムコのゲームシリーズ『テイルズ オブ』シリーズ初の公式マガジンとして2008年8月7日に『月刊コンプエース』増刊号として創刊された。同シリーズの特集や漫画作品を掲載している。Vol.1の発売日は『テイルズ オブ ヴェスペリア』と同じ。Vol.2は2008年10月10日発刊、以降はVol.9まで毎月10日発売。Vol.10から毎月26日発売。Vol.14にて刊行終了。
2011年2月に後継誌『ビバ☆テイルズ オブ マガジン』が発行。出版元はアスキー・メディアワークス。Vol.1は2011年2月25日、Vol.2は3月28日、Vol.3は4月27日に発売、Vol.4以降は『ビバ』にちなみ毎月28日発売。『電撃「マ)王』（現・電撃マオウ）の増刊号扱いだったが本誌のリニューアルに伴い、Vol.9にあたる2011年12月号より独立創刊。2015年11月号をもって定期刊行を終了し、以後はシリーズが盛り上がるタイミングで刊行される不定期増刊となる。
『テイルズ オブ エクシリア2』の予約特典として本誌の出張版としてオリジナル短編小説と設定資料集を収録した『VIVA☆テイルズオブエクシリア2マガジン』が付属し、同タイトルで2012年12月号増刊号として2012年11月15日発売された。定価は1500円。

## テイルズオブマガジン

### コーナー
Voice of Tales
『テイルズ オブ』シリーズに出演した声優へのインタビューコーナー。全6回。出演者については下記の「インタビュー」の記事を参照。
「テイルズ オブ シリーズの系譜」
毎号一つのテイルズ作品にスポットを当て、その作品のストーリー・キャラクター・関連商品の紹介を行うコーナー。全7回。
- 第1回（Vol.1）テイルズ オブ ファンタジア
- 第2回（Vol.2）テイルズ オブ ジ アビス
- 第3回（Vol.3）テイルズ オブ デスティニー、テイルズ オブ デスティニー2
- 第4回（Vol.4）テイルズ オブ イノセンス
- 第5回（Vol.5）テイルズ オブ ザ ワールド レディアント マイソロジー
- 第6回（Vol.6）テイルズ オブ エターニア
- 第7回（Vol.7）テイルズ オブ シンフォニア

Tales of Column
郷田努プロデューサーと樋口義人チーフ・制作プロデューサーの両名による毎号掲載のコラム。
Vol.7では上記の両名の代わりにファイン清野・大舘隆司の両名が担当した。
TALES OF information
テイルズに関するイベント・キャンペーン・グッズ情報を掲載するコーナー。
「ビバ」でもほぼ同名タイトルのコーナーが存在するので「ビバ」での記事では割愛する。

#### リタとカロルのおたよりコーナー
Vol.1（P078）より募集した読者投稿コーナー。Vol.2よりコーナースタート。主にカラーイラストが中心。
リタとカロルの芸術研究所!?
ゲーム本編等で面白いシチュエーションやイベントを使用し、投稿者が考えたセリフで面白い場面を作り上げるコーナー。Vol.2（P082）で募集、Vol.3よりスタート。
ビストロ from ワンダーシェフ
毎回出題されるお題の料理に関するイラストと料理にまつわる体験談等を募集するコーナー。Vol.3よりスタート。
第1回はシリーズおなじみの「マーボーカレー」。Vol.3では投稿者からの実際の体験談を掲載、Vol.4では実際に投稿者が調理したマーボーカレー（しかも2種類）が掲載された。
読者の声
ごく一部のおたよりを抜粋したミニコーナー。
Vol.5では2ページとPart1・2と拡大で掲載された。
テイルズ オブ シリーズ人気キャラクターランキング
専用ハガキによるテイルズキャラクターの人気ランキングのベスト20を発表するコーナーで、第2回から男女別ベスト10に変更。
本誌の最後に付いているアンケートはがきの「テイルズシリーズで一番好きな男性・女性キャラは？」という項目にキャラクターの名前を書き、それが男女それぞれの書いたキャラに投票され、集計は2号前のアンケートを参考にしている。
リタは第4回（Vol.5）のみ「リタ・モルディオ」名義だったが第5回以降再び「リタ」に戻った。

#### インタビュー
本誌はテイルズ オブ シリーズの専門誌ということでテイルズに関する様々な情報の他にも、毎号多数の人物からのインタビュー記事が掲載される。
以下はインタビュー記事のタイトル、そしてインタビューの出演者である。
- Voice of Tales（全6回）
  - 第1回（Vol.1 P054-P055）鳥海浩輔（テイルズ オブ ヴェスペリア：ユーリ・ローウェル役）
  - 第2回（Vol.2 P046-P049）中原麻衣（テイルズ オブ ヴェスペリア：エステル役）
  - 第3回（Vol.3 P032-P033）松風雅也（テイルズ オブ ハーツ：ヒスイ・ハーツ役）
  - 第4回（Vol.4 P038-P039）柿原徹也（テイルズ オブ ハーツ：シング・メテオライト役）
  - 第5回（Vol.5 P052-P054）井上麻里奈（テイルズ オブ ハーツ：コハク・ハーツ役）
  - 第6回（Vol.6 P032-P035）伊藤かな恵（テイルズ オブ ザ ワールド レディアント マイソロジー：カノンノ役）
- 「テイルズ オブ ヴェスペリア」発売記念スペシャル対談（Vol.1 P048-P053） 樋口義人・郷田努
- BONNIE PINK SPECIAL INTERVIEW（Vol.1 P056-P057） BONNIE PINK
- 「テイルズ オブ ジ アビス」放映スタート記念 主演CV大放談!!（Vol.2 P018-P019） 鈴木千尋・ゆかな・子安武人・松本保典・桃井はるこ
- 榎本くるみインタビュー（Vol.2 P020）榎本くるみ
- テイルズ オブ ハーツ発売直前インタビュー（Vol.2（前編）P028-P031,Vol.3（後編）P026-P031）馬場英雄
- 「テイルズ オブ ヴェスペリア」シナリオをつくった男たち。（Vol.2 P050-P055） 長谷川崇・奥田孝明
- 第1開発部&第2開発部 チーム「テイルズ オブ 」スペシャル対談（Vol.2 P067-P071） 長谷川崇・穴吹健児・石塚和也・有働龍郎
- TALES OF WORKS New Graphics Order グラフィックデザイナーインタビュー（Vol.4 P048-P054）小泉和弘・武者匡彦・古川麻生・岸本卓也・瀧夏子・寺澤奈津子
  - 記事内では主人公・ユーリの表情や秘奥義、帝都のグラフィックの制作模様が掲載された。
- 大舘隆司プロデューサー 発売直前インタビュー!（Vol.5 P034-P037） 大舘隆司
- 創造のココロ いのまたむつみインタビュー（Vol.5 P046-P051） いのまたむつみ
- 主題歌担当 BACK-ONインタビュー（Vol.6 P036-P038） BACK-ON
- 「心と出会う」物語の生みの親 「テイルズ オブ ハーツ」シナリオライターインタビュー（Vol.6 P050-P053）馬場英樹・山本尚基
- 巻頭スペシャルインタビュー 「テイルズ オブ 」のキーマン吉積信が'08年度を振り返る（Vol.7 P008-P011）吉積信
- テイルズ オブ ザ ワールド レディアント マイソロジー2 アルファ・システム突撃インタビュー（Vol.7 P038-P041）アルファ・システムスタッフ（山田直也・梶尾真実・岩田祐司・尾上恭輔）バンダイナムコゲームススタッフ（大舘隆司・服部秀樹）
  - アルファ・システムスタッフの尾上恭輔のみ顔出し出演の許可が得られず、『テイルズ オブ デスティニー』の登場人物・コングマンのスキットが代用されて掲載されている
- テイルズ オブ ザ ワールド レディアント マイソロジー2 スペシャルインタビュー（Vol.8 P048-049）山田直也・佐々木哲哉
- 11年を経ての再会 DEENインタビュー（vol.8 P057-P059）DEEN
- 「テイルズ オブ 」シリーズ アニメーションの真髄（Vol.9 P016-P019）Production I.G（松竹徳幸・寺川英和）
- 「Tales of」Best発売記念 「流れ星を追い求めて TALES of Starry heavrns」misonoスペシャルインタビュー（Vol.9 P056-P059）misono
  - ちなみにタイトルにある「Starry heavrns」はGC版『テイルズ オブ シンフォニア』の主題歌であり、彼女が最初にタイアップした曲でもある（なお曲はday after tomorrow名義である）。
- スペシャルインタビュー GIRL NEXT DOOR Open the world（Vol.11 P032-P033）GIRL NEXT DOOR
- 劇場版・テイルズオブヴェスペリア特集内・劇場作品のココに注目!（Vol.11 P046-P047）鳥海浩輔・宮野真守・水沢史絵・小笠原亜里沙・宮本充
- 劇場版・テイルズオブヴェスペリア特集内「テイルズオブヴェスペリア The First Strikeプロデューサー 寺川英和インタビュー」（Vol.10 P047-P049）寺川英和
- テイルズオブヴェスペリア特集内「藤島康介Special Talk」（Vol.12）藤島康介
  - 「#01 Talk about TOV」（P010-P011）
  - 「#02 Talk about Characters」（P020-P023）
  - 「#03 Talk about Series」（P030-P031）
- 劇場版・テイルズオブヴェスペリア特集内「テイルズオブヴェスペリア The First Strike 脚本 吉田玲子インタビュー」（Vol.12 P026-P029）吉田玲子
- テイルズオブグレイセス特集内「Tales of Works グラフィックデザイナーインタビュー」（Vol.12 P050-P053）沢田石靖之
- 劇場版・テイルズオブヴェスペリア特集内「妥協なき信念 監督・亀井幹太インタビュー」（Vol.13 P10-P11）亀井幹太
- Tales of Works グラフィックデザイナーインタビュー（Vol.13 P30-P31）岩本稔
- スペインロケから生まれた テイルズオブヴェスペリア -The First Strike-の世界 スペインこぼれ話インタビュー（Vol.14 P031-P034）亀井幹太・大野広司・寺川英和・フランチェスコ・プランドーニ

### 掲載作品
これらについては、すべて「原作:バンダイナムコゲームス」と記載されている。

#### 連載漫画
- テイルズ オブ ファンタジア（MAKOTO2号） (Vol.1 - Vol.14)
  - 基本的に原作に忠実な展開。ゲームクリアまでのストーリーを描かず、劇中で完結となった。
- テイルズ オブ ジ アビス 鮮血のアッシュ（斎藤ハナ シナリオ：二条凛） (Vol.1 - Vol.14)
  - アッシュを主人公にしたサイドストーリー。刊行終了後は『コンプエース』に移籍、2010年3月号から連載再開。
- TOW レディアントマイソロジー（寿らいむ） (Vol.1 - Vol.8,Vol.10 - Vol.14)※Vol.9は急遽休載
  - 本編の主人公（プレイヤーに当るキャラ）が登場せず、カノンノがヒロインと主役の両方を兼任している。刊行終了後は『コンプエース』に移籍、2010年1月号から連載再開。
    - おまけ4コママンガでは本編（マイソロジー）に登場しなかったキャラも登場している。なおおまけマンガはVol.6以降は掲載されていない。
- テイルズ オブ ヴェスペリア（森田柚花 シナリオ：平林佐知子） (Vol.1 - Vol.14)
  - 序盤の展開（城からの脱出方法など）を除けば概ね原作通りの展開となっている。本編はVol.13まで収録、以降は『コンプティーク』2010年1月号（2009年12月10日発売）にて連載を再開。またVol.14はコミックス第2巻と移籍先の『コンプティーク』の告知であるおまけ漫画を掲載。
- テイルズ オブ ハーツ（菅野わこ）（〈前編〉Vol.4・〈中編〉Vol.5 - Vol.10）
  - 第1・2話は前中編だったが第3話より連載作品となった。シリーズを通じて初めての劇中完結となった。

##### 連載休止
- テイルズ オブ ヴェスペリア 〜フレン 聖なる白銀の騎士〜（小枕チヨリ シナリオ：半奈早騎） (Vol.1 - Vol.3)
  - フレンを主人公、ソディアをヒロインとしたサイドストーリー。第1・2回は1話完結型、第3回より本編に絡んだストーリー展開となる予定だったがVol.4より休載、未完となった。

#### パロディ漫画シリーズ
全作品がギャグ主体で構成されたパロディ作品。ているずVを除く作品は全てタイトルの前に「テイルズ オブ ○○ パロディマンガ」（○の中にはそのタイトルが入る）と表記されている。
本編は3ページの4コママンガ、番外編は最低2ページから構成されるショートストーリーになっている。
- ヴェスペリア ギャグ劇場 ているずV（墨丸こいち） (Vol.1 - Vol.14)
  - 時折2chネタ等が出て来る。また、エステルが原作とは正反対の極端に腹黒い性格になっている。前半がショートストーリー・後半が4コマという掲載順になっている。
- ちょこっとV。（泉原れな） (Vol.2 - Vol.14)（本編・全16回、番外編・全13回）
  - ヴェスペリアを題材としたコミカル4コマギャグ漫画。
- もういっちょV。（紀和保地） (Vol.4 - Vol.8)（本編・全8回、番外編・全4回）
  - 同上
- どこでもD。（mido）(Vol.5 - Vol.14)（本編・全12回、番外編・全3回）
  - デスティニーを題材としたコミカル4コマギャグ漫画。
- やっぱりS。（半田暁人）(Vol.5 - Vol.13)（本編・全12回、番外編・全4回）
  - シンフォニアを題材としたコミカル4コマギャグ漫画。
- いつでもA。（椎名りむ）(Vol.5 - Vol.12)（本編・全4回、番外編・全3回）
  - アビスを題材としたコミカル4コマギャグ漫画。
- みんなのH。（里井アヤト）（Vol.9 - Vol.14）（本編・全7回）
  - ハーツを題材としたコミカル4コマギャグ漫画。唯一番外編が掲載されなかった。

#### 小説
- テイルズ オブ ヴェスペリア（岩佐まもる イラスト：上田夢人） (Vol.2 - Vol.13)
  - ストーリーがゲームと若干異なっている（リタとカロルが同時にパーティに加わる等）。
    - Vol.13掲載の第12回で掲載終了。続きは角川スニーカー文庫刊行の小説版『テイルズ オブ ヴェスペリア』4巻以降に収録された。
- テイルズ オブ ジ アビス 追憶のジェイド 雪降る街からの手紙（実弥島巧 イラスト：狩野アユミ）（Vol.14）
  - 『月刊Asuka』で連載中だった同タイトルのコミックス上巻発売記念のショートストーリー。

## ビバ☆テイルズオブマガジン

### コーナー（ビバ）

#### ビバ☆テイルズ オブ ビバ☆くんの部屋
本誌のマスコットキャラクター「ビバ☆くん」が毎回ゲストを招いてトークを行うコーナー。第1回のゲスト・小野坂昌也が第2回以降レギュラーとして登場している。
番外編としてVol.8は『出張版 ビバ☆くんが行く！』と題して各所で行われた「テイルズオブエクシリア」発売記念に関するイベントレポート、2013年2月号は第11回から第20回のゲストを振り返る総集編、2013年8月号はフェスティバル2013を振り返る「お疲れ様インタビュー2013」・2014年8月号にはフェスティバル2014を振り返る「小野坂さんテイフェスを振り返る」が特別編として掲載された。第21回はコーナー初の声優ではないスタッフ側の人がゲストとして登場、第30回にも再登場している。
ゲストの中には複数の作品で声を当てた声優もいるが、担当キャラクターの欄には紹介されたキャラクターのみ掲載する。
| 連載回 | 掲載号       | ゲスト             | 担当キャラクター（登場作品）                                                 |
| ------ | ------------ | ------------------ | ---------------------------------------------------------------------------- |
| 第1回  | Vol.1        | 小野坂昌也         | ゼロス・ワイルダー（テイルズ オブ シンフォニア）                             |
| 第2回  | Vol.2        | 小西克幸           | ロイド・アーヴィング（テイルズ オブ シンフォニア）                           |
| 第3回  | Vol.3        | 鈴木千尋           | ルーク・フォン・ファブレ&アッシュ（テイルズ オブ ジ アビス）                 |
| 第4回  | Vol.4        | 森永理科           | リタ（テイルズ オブ ヴェスペリア）                                           |
| 第5回  | Vol.5        | 子安武人           | ジェイド・カーティス（テイルズ オブ ジ アビス）                              |
| 第6回  | Vol.6        | 竹本英史           | レイヴン（テイルズ オブ ヴェスペリア）                                       |
| 第7回  | Vol.7        | 沢城みゆき、代永翼 | ミラ・マクスウェル、ジュード・マティス（テイルズ オブ エクシリア）           |
| 第8回  | 2011年12月号 | 堀中優希           | エリーゼ・ルタス（テイルズ オブ エクシリア）                                 |
| 第9回  | 2012年1月号  | 岡村明美           | 藤林しいな（テイルズ オブ シンフォニア）                                     |
| 第10回 | 2012年2月号  | 木村亜希子         | ルカ・ミルダ（テイルズ オブ イノセンス R）                                   |
| 第11回 | 2012年3月号  | うえだゆうじ       | スパーダ・ベルフォルマ（テイルズ オブ イノセンス R）                         |
| 第12回 | 2012年4月号  | 緑川光             | リオン・マグナス（テイルズ オブ デスティニー）                               |
| 第13回 | 2012年5月号  | 関智一             | スタン・エルロン（テイルズ オブ デスティニー）                               |
| 第14回 | 2012年6月号  | 鳥海浩輔           | ユーリ・ローウェル（テイルズ オブ ヴェスペリア）                             |
| 第15回 | 2012年7月号  | 植田佳奈           | パスカル（テイルズ オブ グレイセス）                                         |
| 第16回 | 2012年9月号  | 中原麻衣           | エステル（テイルズ オブ ヴェスペリア）                                       |
| 第17回 | 2012年10月号 | 柚木涼香           | リアラ（テイルズ オブ デスティニー2）                                        |
| 第18回 | 2012年11月号 | 東地宏樹           | マリク・シザース（テイルズ オブ グレイセス）                                 |
| 第19回 | 2012年12月号 | 池澤春菜           | ティポ（テイルズ オブ エクシリア・同2）                                      |
| 第20回 | 2013年1月号  | 置鮎龍太郎         | ガイアス（テイルズ オブ エクシリア・同2）他                                  |
| 第21回 | 2013年3月号  | 吉積信             | シリーズ統括プロデューサー                                                   |
| 第22回 | 2013年4月号  | 石川英郎           | ガラド・グリナス（テイルズ オブ ハーツ R）他多数                             |
| 第23回 | 2013年5月号  | 清水香里           | リチア・スポデューン（テイルズ オブ ハーツ R）                               |
| 第24回 | 2013年6月号  | 近藤隆             | ルドガー・ウィル・クルスニク（テイルズ オブ エクシリア2）                    |
| 第25回 | 2013年7月号  | 河原木志穂         | シェリア・バーンズ（テイルズ オブ グレイセス）                               |
| 第26回 | 2013年9月号  | 桑島法子           | プレセア・コンバティール（テイルズ オブ シンフォニア）                       |
| 第27回 | 2013年10月号 | 安田未央           | クレア・ベネット（テイルズ オブ リバース）                                   |
| 第28回 | 2013年11月号 | 松岡由貴           | エルマーナ・ラルモ（テイルズ オブ イノセンス）                               |
| 第29回 | 2013年12月号 | 今井由香           | ルーティ・カトレット（テイルズ オブ デスティニー）                           |
| 第30回 | 2014年1月号  | 吉積信             | シリーズ統括プロデューサー                                                   |
| 第31回 | 2014年2月号  | 渡辺明乃           | マオ（テイルズ オブ リバース）                                               |
| 第32回 | 2014年3月号  | 皆川純子           | インカローズ（テイルズ オブ ハーツ R）                                       |
| 第33回 | 2014年4月号  | 岩男潤子           | ミント（テイルズ オブ ファンタジア）                                         |
| 第34回 | 2014年5月号  | 草尾毅             | クレス（テイルズ オブ ファンタジア）                                         |
| 第35回 | 2014年6月号  | 檜山修之           | ヴェイグ・リュングベル（テイルズ オブ リバース）                             |
| 第36回 | 2014年7月号  | 名塚佳織           | アンジュ・セレーナ（テイルズ オブ イノセンス）                               |
| 第37回 | 2014年9月号  | 大川透             | ユリウス・ウィル・クルスニク（テイルズ オブ エクシリア2）                    |
| 第38回 | 2014年10月号 | 浅野真澄           | クロエ・ヴァレンス（テイルズ オブ レジェンディア）                           |
| 第39回 | 2014年11月号 | 伊藤かな恵         | カノンノ・イアハート（テイルズ オブ ザ ワールド レディアント マイソロジー2） |
| 第40回 | 2014年12月号 | 斎賀みつき         | ディオ（テイルズ オブ ファンタジア なりきりダンジョンX）他                   |
| 第41回 | 2015年1月号  | 大原さやか         | ヒルダ・ランブリング（テイルズ オブ リバース）                               |
| 第42回 | 2015年2月号  | 渡辺久美子         | カロル・カペル（テイルズ オブ ヴェスペリア）                                 |
| 第43回 | 2015年3月号  | 茅野愛衣           | アリーシャ（テイルズ オブ ゼスティリア）                                     |
| 第44回 | 2015年4月号  | 松来未祐           | ライラ（テイルズ オブ ゼスティリア）                                         |
| 第45回 | 2015年5月号  | 福圓美里           | エドナ（テイルズ オブ ゼスティリア）                                         |
| 第46回 | 2015年6月号  | 小松未可子         | ロゼ（テイルズ オブ ゼスティリア）                                           |

#### テイルズオブキャラクター大攻略!
Vol.4の「テイルズオブフェスティバル2011開催記念」の企画でスタート。毎回一人のキャラクターの出会い方（主人公キャラは旅立ちの動機）・旅の軌跡・関連チャット・戦闘能力分析・アニメーションなどキャラクターの魅力にせまるコーナー。EXTRAと題した特別編も掲載され、若干の差異だが構成が異なる。
| File      | 掲載号       | キャラクター                 | 登場作品                                                                  |
| --------- | ------------ | ---------------------------- | ------------------------------------------------------------------------- |
| 1・2      | Vol.4        | ゼロス・ワイルダー&リタ      | テイルズ オブ シンフォニア・テイルズ オブ ヴェスペリア                    |
| 3         | Vol.5        | リオン・マグナス             | テイルズ オブ デスティニー                                                |
| 4         | Vol.6        | アスベル・ラント             | テイルズ オブ グレイセス・グレイセス f                                    |
| 5         | Vol.7        | ユーリ・ローウェル           | テイルズ オブ ヴェスペリア                                                |
| 6         | Vol.8        | ファラ・エルステッド         | テイルズ オブ エターニア                                                  |
| 7         | 2011年12月号 | ジェイド・カーティス         | テイルズ オブ ジ アビス                                                   |
| 8         | 2012年1月号  | クレス・アルベイン           | テイルズ オブ ファンタジア                                                |
| 9         | 2012年2月号  | ジューダス                   | テイルズ オブ デスティニー2                                               |
| 10        | 2012年3月号  | ヒューバート・オズウェル     | テイルズ オブ グレイセス・グレイセス f                                    |
| 11        | 2012年4月号  | エミル・キャスタニエ         | テイルズ オブ シンフォニア -ラタトスクの騎士-                             |
| 12        | 2012年5月号  | ヴェイグ・リュングベル       | テイルズ オブ リバース                                                    |
| 13        | 2012年6月号  | ガイ・セシル                 | テイルズ オブ ジ アビス                                                   |
| 14        | 2012年7月号  | ロイド・アーヴィング         | テイルズ オブ シンフォニア・テイルズ オブ シンフォニア -ラタトスクの騎士- |
| 15        | 2012年8月号  | セネル・クーリッジ           | テイルズ オブ レジェンディア                                              |
| 16        | 2012年9月号  | スタン・エルロン             | テイルズ オブ デスティニー                                                |
| 17        | 2012年10月号 | スパーダ・ベルフォルマ       | テイルズ オブ イノセンス・イノセンス R                                    |
| 18        | 2012年11月号 | リッド・ハーシェル           | テイルズ オブ エターニア                                                  |
| 19        | 2012年12月号 | レイヴン                     | テイルズ オブ ヴェスペリア                                                |
| 20        | 2013年1月号  | リチャード                   | テイルズ オブ グレイセス・グレイセス f                                    |
| 21        | 2013年2月号  | カイル・デュナミス           | テイルズ オブ デスティニー2                                               |
| 22        | 2013年3月号  | ルーク・フォン・ファブレ     | テイルズ オブ ジ アビス                                                   |
| 23(EXTRA) | 2013年4月号  | ジュディス                   | テイルズ オブ ヴェスペリア                                                |
| 24        | 2013年5月号  | ミラ=マクスウェル            | テイルズ オブ エクシリア                                                  |
| 25(EXTRA) | 2013年6月号  | コンウェイ・タウ             | テイルズ オブ イノセンス R                                                |
| 26(EXTRA) | 2013年7月号  | シェリア・バーンズ           | テイルズ オブ グレイセス・グレイセス f                                    |
| 27(EXTRA) | 2013年8月号  | ユージーン・ガラルド         | テイルズ オブ リバース                                                    |
| 28        | 2013年9月号  | アルヴィン                   | テイルズ オブ エクシリア                                                  |
| 29(EXTRA) | 2013年10月号 | ノーマ・ビアッティ           | テイルズ オブ レジェンディア                                              |
| 30(EXTRA) | 2013年11月号 | チェスター・バークライト     | テイルズ オブ ファンタジア                                                |
| 31        | 2013年12月号 | ルカ・ミルダ                 | テイルズ オブ イノセンス・イノセンス R                                    |
| 32        | 2014年1月号  | ソフィ                       | テイルズ オブ グレイセス・グレイセス f                                    |
| 33(EXTRA) | 2014年2月号  | マオ                         | テイルズ オブ リバース                                                    |
| 34(EXTRA) | 2014年3月号  | ハロルド・ベルセリオス       | テイルズ オブ デスティニー2                                               |
| 35(EXTRA) | 2014年4月号  | メルディ                     | テイルズ オブ エターニア                                                  |
| 36        | 2014年5月号  | シング・メテオライト         | テイルズ オブ ハーツ・ハーツ R                                            |
| 37        | 2014年6月号  | ルーティ・カトレット         | テイルズ オブ デスティニー                                                |
| 38(EXTRA) | 2014年7月号  | アンジュ・セレーナ           | テイルズ オブ イノセンス・イノセンス R                                    |
| 39(EXTRA) | 2014年8月号  | 藤林すず                     | テイルズ オブ ファンタジア                                                |
| 40(EXTRA) | 2014年9月号  | アニス・タトリン             | テイルズ オブ ジ アビス                                                   |
| 41(EXTRA) | 2014年10月号 | クロエ・ヴァレンス           | テイルズ オブ レジェンディア                                              |
| 42(EXTRA) | 2014年11月号 | カロル・カペル               | テイルズ オブ エクシリア                                                  |
| 43        | 2014年12月号 | ジュード・マティス           | テイルズ オブ ヴェスペリア                                                |
| 44(EXTRA) | 2015年1月号  | カルセドニー・アーカム       | テイルズ オブ ハーツ R                                                    |
| 45(EXTRA) | 2015年2月号  | クラトス・アウリオン         | テイルズ オブ シンフォニア                                                |
| 46(EXTRA) | 2015年3月号  | ティア・グランツ             | テイルズ オブ ジ アビス                                                   |
| 47(EXTRA) | 2015年4月号  | マリー・エージェント         | テイルズ オブ デスティニー                                                |
| 48(EXTRA) | 2015年5月号  | マリク・シザース             | テイルズ オブ グレイセス                                                  |
| 49        | 2015年6月号  | ルドガー・ウィル・クルスニク | テイルズ オブ エクシリア2                                                 |
| 50(EXTRA) | 2015年7月号  | アニー・バース               | テイルズ オブ リバース                                                    |
| 51(EXTRA) | 2015年8月号  | ヒスイ・ハーツ               | テイルズ オブ ハーツ                                                      |
| 52(EXTRA) | 2015年9月号  | レイア・ロランド             | テイルズ オブ エクシリア                                                  |
| 53(EXTRA) | 2015年10月号 | シャーリィ・フェンネス       | テイルズ オブ レジェンディア                                              |
| 54(EXTRA) | 2015年11月号 | プレセア・コンバティール     | テイルズ オブ シンフォニア                                                |

#### VIVA★column
1ページ2人構成のコラムコーナー。
- 田中豪のマーボーカレーを食べながら（田中豪）Vol.2 -
- 実弥島巧のモフモフ大行進（実弥島巧）Vol.2 -
- 吉積信的徒然コラム(仮)（吉積信）Vol.3 -
- 365日『テイルズオブ』な日々。（れいちん） Vol.2 -
- ギリギリで生きていたい今日も…（すまぽん）Vol.2・2012年6月号・7月号
- 堀中優希のほわうさの気持ち（堀中優希）2012年4月号 -
- 言い出しかねて（名取佐和子）2012年4月号 -
- 大舘隆司の裏twitter（大舘隆司）2012年4月号 -
- 日常リ・イマジネーション（村北美夏）2012年4月号 - 2013年9月号
- 月刊？ひぐちよしと（樋口義人）2012年6月号 - 2014年8月号
- Re:チョロ甘デスネ（平松正樹）-
- 開発現場のささいな風景（直井啓訓）2013年10月号 -
- バンダイナムコゲームス開発スタッフリレーコラム 「現場直行！『テイルズオブ』」
  - 上記の開発スタッフによるリレーコラム
    - 第1回（2014年12月号）山田茉弥（テイルズオブザワールド レーヴユナイティア制作プロデューサー）
    - 第2 - 5回（2015年1月号 - ）馬場英雄（テイルズオブシリーズ プロデューサー）

#### テイルズオブアイテムクリップ
テイルズオブシリーズに関するグッズアイテムから毎号イチオシのアイテムを紹介するコーナー。基本的にここで紹介されたアイテムは読者プレゼントの対象商品となっている。

#### ているずおぶのかまど
2012年3月号より正式な連載コーナーとしてスタート。シリーズで登場した数々の料理のレシピや作り方、さらにそれを試食したライター陣の評価を掲載するコーナー。
2013年5月号は「リストランテオブテイルズ」と題して歴代シリーズの料理を5品一挙に紹介した。
- 第1回（2012年3月号）チーズスープ（テイルズオブイノセンスR）
- 第2回（2012年4月号）丸ごと1本バナナカレー（ドラマチックDVD〜ゴールデングミ篇〜）
- 第3回（2012年5月号）ピーチパイ（テイルズオブリバース）
- 第4回（2012年6月号）サワー・オムライス（テイルズオブエターニア）
- 第5回（2012年7月号）マーボーカレー（シリーズ全般）
- 第6回（2012年8月号）プリンパン（テイルズオブレジェンディア）
- 第7回（2012年10月号）お好み焼きサンド（テイルズオブイノセンスR）
- 第8回（2012年11月号）マーボーカレースープ（なりきりダンジョンX・テイルズオブグレイセス）
- 第9回（2012年12月号）蜜蜜ザッハトルテ（テイルズオブヴェスペリア）
- 第10回（2013年1月号）トマトシュークリーム（テイルズオブエクシリア2）
- 第11回（2013年2月号）チキンの丸焼き（テイルズオブエクシリア）
- 第12回（2013年3月号）トマト・ア・ラ・モード（テイルズオブエクシリア2）
- 第13回（2013年4月号）アクティブタの角煮（テイルズオブハーツR）
- 番外編（2013年5月号）特別企画「リストランテオブテイルズ」
  - 「前菜」トマト入りオムレツ（テイルズオブエクシリア2）
  - 「スープ」エル絶賛のスープ（同上）
  - 「パスタ」なつかしのペスカトーレ（テイルズオブエターニア）
  - 「主菜」牛肉の赤ワイン煮込み（テイルズオブグレイセス）
  - 「デザート」フルーツチーズ（テイルズオブザワールド レディアントマイソロジー）
- 第14回（2013年6月号）Sみそ焼きおにぎり（テイルズオブハーツR）
- 第15回（2013年7月号）焼き鳥丼（テイルズオブグレイセス）
- 第16回（2013年8月号）パイナップルご飯（テイルズオブザワールド レディアントマイソロジー2）
- 第17回（2013年9月号）ひやピリちゅうか（テイルズオブエターニア）
- 第18回（2013年10月号）チャーパン（テイルズオブエクシリア2）
- 第19回（2013年11月号）クルスニク家のトマトスープ（テイルズオブエクシリア2）
  - なお、この回の「クルスニク家のトマトスープ」はコラボ商品として実際に販売されており購入が可能である
- 第20回（2013年12月号）サバみそパスタ（テイルズオブイノセンスR）
- 第21回（2014年1月号）三色ピザ（テイルズオブハーツR）
- 第22回（2014年2月号）マーボーカレーマン（テイルズオブエクシリア2）
- 第23回（2014年3月号）フルーツパフェ・ウィズ・チョコレートバナ～ヌおいしおいし（テイルズオブデスティニー）
- 第24回（2014年4月号）フルーツグラタン（テイルズオブザワールド レディアントマイソロジー2）
  - この回の料理のレシピは具体的な材料（ゲーム内で使用する食材）の表記がある「マイソロ3」を参考にしている
- 第25回（2014年5月号）チーズカラアゲ（テイルズオブジアビス）
- 第26回（2014年6月号）おこげサンド（テイルズオブエターニア）
- 第27回（2014年7月号）サーモン巻（テイルズオブジアビス）
- 第28回（2014年8月号）納豆トースト（テイルズオブグレイセスf）
- 第29回（2014年9月号）アイスグミジュース（テイルズオブグレイセスf）
- 第30回（2014年10月号）みそプリン（テイルズオブハーツR）
- 第31回（2014年11月号）マーボーカレー（テイルズオブシンフォニア）
  - 第5回で紹介したマーボーカレーと違い、パーティーメンバーのジーニアスが隠し味にキルマフルーツ（記事内ではザクロで代用）を加えたマーボーカレーとして紹介された
- 第32回（2014年12月号）ホタテクレープ（テイルズオブレジェンディア）
- 第33回（2015年1月号）ストロングミート（テイルズオブリバース）
- 第34回（2015年2月号）ザラメライス（テイルズオブエターニア）
- 第35回（2015年3月号）ミラのスープ（テイルズオブエクシリア2）

#### テイルズオブの選択
2013年9月号からスタートした企画。開始当初は不定期連載としてスタート。各回でのテーマを元に二つの選択肢が用意され各選択肢の代表として本誌ライターによるその選択肢の魅力などを発表。ページ下にそのテーマへの裁定が記載、また読者への投票も行われ次回に集計結果が発表される。

#### テイルズオブシンフォニア THE ANIMATION サポーターズクラブ!
2012年4月号よりスタート。OVA版「テイルズオブシンフォニア THE ANIMATION」に関する様々な情報を紹介するコーナー。以前の「マガジン」では『テセアラ編』に関する情報を紹介したが「ビバ」では最新作である『世界統合編』を取り扱っている。

#### テイルズオブトリビュート！
2ページ見開きのイラストレーターによるテイルズキャラクターのイラストを掲載するコーナー。
なお、作家名と共に担当したテイルズ作品のみ記載するので他の著書についての詳細はリンク先のページを参照。
| 回（掲載号）           | 作家名         | 担当作品 |
| ---------------------- | -------------- | --- |
| 第1回（2012年4月号）   | 藤村あゆみ     | テイルズ オブ レジェンディア・本編コミック（月刊ComicREX） テイルズ オブ エクシリア アルヴィン・クロニクル イラスト担当（本誌） テイルズ オブ ザ ワールド なりきりダンジョン3 4コママンガ劇場（スクウェア・エニックス刊） 等アンソロジー作品多数 |
| 第1回（2012年4月号）   | 佐藤夕子       | テイルズ オブ エクシリア・本編コミック（本誌）、小説イラスト（電撃文庫） |
| 第2回（2012年5月号）   | もりのほん     | 無し |
| 第3回（2012年6月号）   | 上田夢人       | テイルズ オブ ヴェスペリア・小説イラスト（角川文庫） |
| 第3回（2012年6月号）   | オサム         | 無し |
| 第4回（2012年7月号）   | 村上ゆいち     | 無し |
| 第4回（2012年7月号）   | 笛吹りな       | 無し |
| 第6回（2012年9月号）   | hu-ko          | テイルズ オブ エクシリア・本編コミック（月刊コミックジーン） |
| 第6回（2012年9月号）   | ハネイリカ     | エクシリアカフェリポート漫画（本誌） |
| 第7回（2012年10月号）  | 桐川いくむ     | 無し |
| 第7回（2012年10月号）  | 夏名           | 単発コラボ企画コミック・レイアのアポイントメント大作戦！！（本誌） ているずおぶの食卓 第5回担当（本誌） |
| 第8回（2012年11月号）  | 白石琴似       | テイルズ オブ ファンタジア コミックアンソロジー（スタジオDNA 現・一迅社） 他多数 |
| 第8回（2012年11月号）  | 米いちご       | テイルズオブショップ通信 坂本店長の実録4コマ（本誌） |
| 第9回（2012年12月号）  | 日森よしの     | テイルズ オブ ヴェスペリア 虚空の仮面・断罪者の系譜（両作品とも本誌連載） |
| 第9回（2012年12月号）  | ユキヤ         | テイルズ オブ ジ アビス 4コマKINGS〈スタジオDNA 現・一迅社〉総扉イラスト |
| 第10回（2013年1月号）  | 沙垣長子       | 無し |
| 第10回（2013年1月号）  | 秋風緋色       | テイルズ オブ キズナ紹介ページ 4コママンガ担当（本誌） |
| 第11回（2013年2月号）  | 明星かがよ     | 無し |
| 第11回（2013年2月号）  | しらび         | 無し |
| 第12回（2013年3月号）  | あやめぐむ     | テイルズ オブ グレイセス f 本編コミック（本誌） |
| 第13回（2013年4月号）  | GAN            | 無し |
| 第13回（2013年4月号）  | 石川沙絵       | 学園テイルズ！（本誌） |
| 第14回（2013年5月号）  | 田口ケンジ     | 無し |
| 第15回（2013年6月号）  | 種村有菜       | 無し |
| 第15回（2013年6月号）  | こてつ         | コラム・365日『テイルズオブ』な日々。イラストカット（本誌） |
| 第16回（2013年7月号）  | ヘロヘロ       | 連載企画・キャラクター大攻略！ 読者投稿コーナー「ビバ☆亭」イラストカット（本誌） |
| 第17回（2013年8月号）  | 七瀬葵         | 無し |
| 第18回（2013年9月号）  | おかざきちか   | 無し |
| 第19回（2013年10月号） | 桐川いくむ     | |
| 第20回（2013年11月号） | めろ           | 無し |
| 第21回（2013年12月号） | 内藤隆         | テイルズ オブ エクシリア2 本編コミック（電撃マオウ） |
| 第22回（2014年1月号）  | 戸流ケイ       | 無し |
| 第23回（2014年2月号）  | POO            | 無し |
| 第24回（2014年3月号）  | 永緒ウカ       | テイルズ オブ ジ アビス コミックアンソロジー（一迅社） 他多数 |
| 第25回（2014年4月号）  | 冨士原良       | 無し |
| 第26回（2014年5月号）  | 萩原凛         | 無し |
| 第27回（2014年6月号）  | えびら         | 無し |
| 第28回（2014年7月号）  | 無糖党         | テイルズ オブ グレイセス サブトラベルズ テイルズ オブ ハーツ R 追憶のマリンブルー テイルズ オブ リンク-prologue- （以上全て本誌） |
| 第29回（2014年8月号）  | さらちよみ     | 無し |
| 第30回（2014年9月号）  | りすまい       | 無し |
| 第31回（2014年10月号） | 美月めいあ     | ているずおぶの食卓・第1回担当（本誌） |
| 第32回（2014年11月号） | 桂イチホ       | テイルズ オブ シンフォニア -ラタトスクの騎士- アソート！（本誌） |
| 第33回（2014年12月号） | 弥南せいら     | 無し |
| 第34回（2015年1月号）  | カスカベアキラ | テイルズ オブ デスティニー 儚き時のリオン（電撃マオウ） テイルズ オブ エクシリア2 双極のクロスロード（本誌） |
| 第35回（2015年2月号）  | 不動らん       | 無し |
| 第36回（2015年3月号）  | 緋呂河とも     | 無し |

#### テイルズオブショップ通信
2012年4月号よりスタートしたコーナー。旧タイトルは『坂本店長のLaLaBit Market 商品開発室』で2012年9月号より現タイトルに改名。バンダイナムコゲームスが展開している公式通販サイト『ララビットマーケット』からテイルズオブシリーズに関するグッズの情報を紹介する。他にもララビットマーケットの坂本店長による連載コラムや読者参加コーナーなどで構成されている。またリニューアル後は「坂本店長の実録4コマ」（絵・米いちご）もスタートしている。

#### 奥村大悟 アートワークス
2012年12月号より「テイルズ オブ エクシリア2発売直前記念企画」としてスタート。シリーズでもおなじみのイラストレーター・奥村大悟によるデザインを紹介するコーナー。全4回。

#### PASSPO☆根岸愛の「愛LOVEテイルズオブ」
2014年11月号からスタート。テイルズオブシリーズ好きというガールズロックユニット『PASSPO☆』のキャプテン・根岸愛によるコラム記事。1ページ構成。

### インタビュー（ビバ）
- VIVA☆誕生特集「吉積信が語るシリーズ15年の歩み」（吉積信 Vol.1）
- テイルズオブエクシリア巻頭特集「馬場プロデューサーに聞く『TOX -テイルズオブエクシリア-』」（馬場英雄 Vol.2）
- レディアントマイソロジー3内記事 「岩本稔氏インタビュー」（岩本稔 Vol.2）
- 「テイルズオブ」人気キャラクタープロファイル 「スペシャルインタビュー キャラクターできるかな? 樋口義人氏の場合」（樋口義人 Vol.3）
- テイルズオブエクシリア巻頭特集「How to Battle」（穴吹健児・馬場英雄 Vol.4）
- TODDC 儚き刻のリオン特集「緑川光×カスカベアキラ リオンへの想い」（緑川光・カスカベアキラ Vol.4）
- テイルズオブエクシリア巻頭特集「スペシャルインタビュー 代永翼&沢城みゆき」（代永翼・沢城みゆき Vol.6）
- 発売直前TOX総力特集「馬場P直撃インタビュー」（馬場英雄 Vol.7）
- テイルズオブシンフォニア THE ANIMATION記事内 小西克幸×小野坂昌也 名コンビに直撃!（小西克幸・小野坂昌也 Vol.8）
- テイルズオブシンフォニア THE ANIMATION記事内 Staff Interview（外崎春雄・松島晃・近藤光 2012年1月号）
- テイルズオブイノセンスR巻頭特集 Staff Interview （大舘隆司・村北美夏 2012年2月号・3月号）
- テイルズオブイノセンスRの歩き方 Artist Interview（KOKIA 2012年3月号）
- 2012年どうなる!?『テイルズオブ』!! Special Intervier5連発！（吉積信・馬場英雄・大舘隆司・直井啓訓・名取佐和子・田中豪・実弥島巧 2012年3月号）
- テイルズオブザヒーローズ ツインブレイヴ 巻頭攻略記事 Artist Interview （FUNKIST・染谷西郷 2012年4月号）
- テイルズオブシンフォニア THE ANIMATION記事内 外崎春雄監督に聞く！（外崎春雄 2012年4月号）
- テイルズオブキズナ スペシャルインタビュー（大舘隆司・村北美夏・林珠江 2012年4月号）
- テイルズチャンネル＋連動企画 テイルズオブリンク スペシャルインタビュー三本立て！（2014年5月号）
  - 「大館隆司×直井啓訓」（制作プロデューサー・ディレクター）
  - 「三上枝織×野中藍」（「テイルズオブリンク」 サラ役・リッピ役）
  - 「緑川光×大舘隆司」
- 『テイルズオブ』マスコット大図鑑 スペシャルインタビュー（岩本稔 2014年5月号）
- テイルズオブアスタリア スペシャルインタビュー（田川智美・KLaD（神俊介・日吉雅人） 2014年6月号）
- テイルズオブヴェスペリア 断罪者の系譜コミカライズ記念 鳥海浩輔×奥田孝明 スペシャル対談（鳥海浩輔・奥田孝明 2015年3月号）

### 掲載作品（ビバ）
- 全作品共通で「原作・バンダイナムコエンターテインメント」表記（2015年5月号までは「バンダイナムコゲームス」表記）

#### 連載漫画（ビバ）

##### 本編作品
- テイルズ オブ ザ ワールド レディアントマイソロジー3（尾張行）（Vol.1 - Vol.8・2011年12月号 - 2013年9月号） - Vol.3は震災の影響により休載、翌号より再開。
- テイルズ オブ グレイセス エフ（あやめぐむ）（Vol.2 - Vol.8・2011年12月号 - 2013年4月号　2013年6月号 ‐ 2013年11月号）
- テイルズ オブ ヴェスペリア 明星たちの軌跡（風都ノリ 構成担当・奥田孝明）（Vol.3 - Vol.8・2011年12月号 - 2012年10月号）
- テイルズ オブ エクシリア SIDE;JUDE（佐藤夕子）（Vol.7 - Vol.8・2011年12月号 - 2014年2月号）
- テイルズ オブ ゼスティリア アリーシャ アフターエピソード 瞳にうつるもの（芳井アキ）（2015年4月号 - 11月号） - 『ビバ☆テイルズ オブ マガジン』定期刊行終了後は、『電撃マオウ』に移籍。
  - テイルズ オブ ゼスティリア アリーシャ アフターエピソード 瞳にうつるもの 特別編（2016 Spring）

##### 番外作品
- 学園テイルズ!（石川沙絵）（Vol.7・2011年12月号） - テイルズオブキャラクターの学園生活を主体にしたスター・システム型のギャグ4コマ漫画。全2回。
- テイルズ オブ グレイセス サブトラベルズ（無糖党）（Vol.8・2011年12月号 - 2012年10月号）
- テイルズ オブ TV（喜来ユウ）（2011年12月号 - 2015年11月号） - シリーズのキャラクター達が架空のテレビ局を舞台に繰り広げるギャグ4コマ漫画。『ビバ☆テイルズ オブ マガジン』定期刊行終了後は、『電撃マオウ』に移籍。
- テイルズ オブ ヴェスペリア 虚空の仮面（日森よしの 原作担当・奥田孝明 原作刊行・ファミ通文庫〈エンターブレイン〉）（2012年1月号 - 2013年9月号）※本格連載は2012年2月号より開始
- テイルズ オブ エクシリア2 双極のクロスロード（カスカベアキラ）（2012年12月号 - 2013年3月号、2013年5月号 ‐ 2014年11月号）
  - 『双極のクロスロード』番外　「エクシリアなのっ！」（2013年4月号）
- テイルズオブ学園（アカデミア）（2013年） - テイルズオブキャラクターが通う学校を舞台としたufotableの漫画作品。アニメイトのフリーペーパー「きゃらびぃ」とのダブル連載。
- テイルズ オブ ハーツ R 追憶のマリンブルー（無糖党）（2013年5月号・6月号）
- テイルズ オブ シンフォニア -ラタトスクの騎士- アリスとデクスの㊙活動日誌（桂イチホ）（2013年11月号 - 2014年8月号） - 2014年2月号よりサブタイトルを「アリスとデクスの㊙活動日誌→アソート！」に変更して本格連載開始。
- テイルズ オブ シンフォニア -ラタトスクの騎士- 恩襲のリヒター（納都花丸 シナリオ・実弥島巧）（2013年12月号 - 2015年2月号）
- ているずおぶの食卓 - 複数作家による、シリーズの料理にちなんだオリジナルストーリー作品。毎回違うサブタイトルが入っている。
  1. 幸せのマーボーカレー〈TOS〉（美月めいあ）2014年11月号
  2. ライバルはプリンパン〈TOL〉（藤小豆）2014年12月号
  3. 秘伝のマーボーカレーは誰のため？〈TOP〉（村上ゆいち）2015年1月号
  4. ザラメライスでおもてなし〈TOE〉（菜波しの）2015年2月号
  5. 目指せ一番〈TOX2〉（夏名）2015年3月号
  6. 〈TOG-f〉2015年4月号
  7. エミルとマルタの魔物事情〈TOS-R〉（桂イチホ）2015年5月号
  8. 素直な心はシャケなべの中に〈TOT〉（まるいし）2015年6月号
  9. 大人の特権？ 子どもの主張〈TOI-R〉（無糖党）2015年7月号
  10. 〈TOV〉（藤村あゆみ）2015年8月号
  11. 2015年9月号
  12. 消えたピーチパイの秘密〈TOR〉（K）2015年10月号
  13. やさしさはんぶんこ〈TOH-R〉（美月めいあ）2015年11月号
  14. 食べても配っても笑顔〈TOD2〉（わらなべ）2016 Winter
  15. チャーシューメンで仲直り？〈TOI-R〉（メガ）2016 Spring
  16. ジョシパン〈TOL〉（無糖党）2016 Festival!
  17. アリーシャとねこにんのもしもの出会い〈TOZ〉（雫月ユカ）2016 Summer
  18. エリーゼと甘いパフェ〈TOX〉（桂イチホ）2016 Berseria
- テイルズ オブ ヴェスペリア 断罪者の系譜（日森よしの）（2015年3月号 - 8月号）
  - テイルズ オブ ヴェスペリア 断罪者の系譜 スペシャルコミック（2016 Spring）

#### 単発作品
※各アンソロジー作品はアスキー・メディアワークス刊行の同名のアンソロジーからの再録、または先行収録。
- テイルズ オブ ジ アビス コミックアンソロジー Vol.3（西沢サブロー・スメラギ・喜来ユウ）Vol.4（秋吉ハル・花果弥佳）Vol.6（いわさき砂也）
- テイルズ オブ ハーツ コミックアンソロジー Vol.2（喜来ユウ）Vol.3（ムーチ）Vol.6（サカヅキラン）
- テイルズ オブ エクシリア in ナムコ・ナンジャタウンレポート（日森よしの）Vol.8
- テイルズ オブ エクシリアカフェリポート（ハネイリカ）Vol.8
- テイルズ オブ ハーツ R コミックアンソロジー 2013年7月号（水野早桜・小鳥遊アイ）
- テイルズ オブ シンフォニア ユニゾナントパック 電撃コミックアンソロジー 2013年12月号（浅井西）
- テイルズ オブ リンク -prologue-（無糖党 シナリオ・直井啓訓）（2013年11月号）
- テイルズ オブ ヴェスペリア 断罪者の系譜プロローグコミック（日森よしの 原作・ボイノベ「TOV 断罪者の系譜上巻『ひとつの出会い、ふたつの剣』」著・奥田孝明）（2014年5月号）
- バンプレストプライズドラマCDスペシャルコラボコミック レイアのアポイントメント大作戦！！（夏名）（2015年1月号） - バンプレストとのコラボ企画コミック。ドラマCDとテイルズオブフェスティバルで行われた人気投票結果発表スキットとの間の話がメインのオリジナルストーリー。

#### ゲスト作品
- テイルズ オブ デスティニー ディレクターズカット 儚き刻のリオン（カスカベアキラ）（Vol.1・Vol.2・Vol.4）
- テイルズ オブ ジ アビス（玲衣 オリジナルストーリー:実弥島巧）
  - 「EPIOSODE1:還るべき場所」（Vol.1）
  - 「EPIOSODE00」（Vol.2）
- テイルズ オブ エクシリア Side;MILLA（hu-ko）（2012年4月号）※単行本第1巻発売記念で『月刊コミックジーン』から第1話を出張掲載
- テイルズ オブ エクシリア2（内藤隆）（2013年1月号・2013年5月号・2013年10月号・2014年3月号）※本誌『電撃マオウ』の連載作品を両誌同時掲載。2013年5月号は第1回を、2014年3月号は最終回を再掲載。

#### 小説（ビバ）
- テイルズ オブ エクシリア アルヴィン・クロニクル（安彦薫 イラスト・藤村あゆみ）（2012年10月号 - 2013年3月号）
- 「TOE」メルディショートストーリー 〜メルディの知らなかったこと〜（名取佐和子）（2014年4月号）